# Zunheboto
Zunheboto ist eine Stadt im indischen Bundesstaat Nagaland.
Die Stadt ist Hauptort des Distrikts Zunheboto. Zunheboto hat den Status eines Town Committee. Die Stadt ist in 13 Wards gegliedert. Sie hatte am Stichtag der Volkszählung 2011 22.633 Einwohner, von denen 11.715 Männer und 10.918 Frauen waren. Christen bilden mit einem Anteil von über 91 % die Mehrheit der Bevölkerung in der Stadt. Hindus bilden eine Minderheit von über 6 %. Die Alphabetisierungsrate lag 2011 bei 93,8 % und damit deutlich über dem nationalen Durchschnitt. 90,0 % gehören den Scheduled Tribes an.
In Zunheboto befindet sich die größte Baptistenkirche Asiens, die Sumi Baptist Church mit einer Kapazität von über 8000 Personen.